# Alberto Tomás Botía Rabasco
Alberto Tomás Botía Rabasco (Alquerías, Múrcia, el 27 de gener de 1989) és un futbolista espanyol que juga a l'AE Kifisia FC grec. Juga a la posició de defensa central o de lateral.

## Carrera futbolística

### Juvenil
Als vuit anys comença a donar els seus primer passos futbolístics al CD Beniel. Ja amb 11 anys es va incorporar a les categories inferiors del Reial Múrcia. Després de tres temporades al Múrcia, l'estiu del 2003 fitxa pel Barça on es continua formant en les categories inferiors blaugranes.

### Barça
La seua estada a Can Barça el porta fins al Barça Atlètic on s'està durant tres temporades. El seu debut oficial amb el primer equip és a Riazor el 30 de maig del 2009, la darrera jornada de la Lliga 2008-09, on entrà substituint a Gerard Piqué al minut 63 de partit. Va viatjar també a la Final de la Copa d'Europa de Roma davant el Manchester United FC, però veié el partit des de la grada.

### Sporting de Gijón
La temporada 2009-10 és cedit a l'equip asturià de l'Sporting de Gijón, on hi acostuma a jugar de titular. Curiosament els seus primers minuts al Camp Nou els ha disputat amb la samarreta de l'Sporting. En acabar la temporada, el club asturià el fitxa definitivament. En aquesta segona temporada en l'equip asturià va aconseguir estrenar-se com a golejador a la primera divisió, va ser el 12 de setembre del 2010 contra el RCD Mallorca.

### Sevilla FC
Després del descens de l'Sporting de Gijón la temporada 2011-12 és traspassat al Sevilla FC. El seu primer gol oficial va ser al Camp Nou el 23 de febrer del 2013 contra el FC Barcelona.

#### Cessió a l'Elx CF
Després d'una primera temporada sense el protagonisme que s'esperava el jugador va ser cedit a l'Elx, recentment ascendit a Primera Divisió. Amb l'equip alacantí va assolir un protagonisme notori, va participar en 33 dels 38 partits de la primera divisió i va ajudar l'equip a mantenir la categoria.

### Olympiakos FC
Després de la cessió a l'Elx va tornar al Sevilla, però a l'equip andalús no tenia lloc. D'aquesta manera, el 31 de juliol del 2014 es va fer oficial el seu fitxatge per l'Olympiakos FC grec.

### Selecció estatal
Botía va debutar amb la selecció sub-19 al febrer del 2007. Dos anys més tard, al febrer del 2009, va debutar amb la selecció sub-21. I és amb la selecció sub-20 amb la qual va guanyar el primer títol de la seua carrera, els Jocs del Mediterrani de 2009. Amb la selecció sub-20 també va participar en el Campionat del Món de Futbol sub-20 2009, on va disputar quatre partits abans de ser eliminat a octaus de final per la selecció italiana.
El juny de 2011 formà part de la selecció espanyola de futbol Sub-21 que va guanyar el Campionat d'Europa de futbol sub-21 de 2011, celebrat a Dinamarca.
El 25 d'agost de 2011 va ser convocat per primera vegada amb la selecció absoluta per a disputar el partit amistós contra Xile i el partit de Classificació per a l'Eurocopa 2012 contra Liechtenstein.
El juliol del 2012 va ser convocat per la selecció espanyola de futbol per representar Espanya als Jocs Olímpics de Londres 2012, una competició en què el combinat espanyol va caure eliminat en la primera lligueta.